# Collyria catoptron
Collyria catoptron är en stekelart som beskrevs av David B. Wahl 2007. Collyria catoptron ingår i släktet Collyria och familjen brokparasitsteklar. Inga underarter finns listade i Catalogue of Life.